# Anette Hellman
Anette Susanne Hellman, född 12 oktober 1963, är en svensk pedagogisk forskare.
Hon är docent och verksam som lektor vid institutionen för pedagogik, kommunikation och lärande vid Göteborgs universitet. Hellmans forskning handlar om normer, barn och barndomar främst inom förskoleverksamheten. Hon har bland annat skrivit boken Vardagsliv på förskolan ur ett normkritiskt perspektiv (Liber 2013) och är medförfattare till Normer i förskolan (Gleerups 2021). Hellman avlade doktorsexamen i pedagogik på avhandlingen Kan Batman vara rosa? Förhandlingar om pojkhet och normalitet på en förskola (2010). Därefter var Hellman postdoc i Tokyo där hon studerade genusrelationer i förskolan. Hon skrev flera artiklar utifrån sin tid i Tokyo om bland annat synen på manliga förskollärare, kvinnliga och manliga pedagoger i daghem och lekskolor och om hur pedagoger arbetar med individ och grupprocesser hos japanska förskolebarn.